# Sara Teasdale
Sara Trevor Teasdale, född 9 augusti 1884 i St. Louis, Missouri, död 29 januari 1933 i New York, var en amerikansk poet och kulturpersonlighet. Hon var dotter till handelsmannen John Warren Teasdale och Elizabeth, född Willard.
Teasdales dikter är mycket känslosamma med starka naturskildringar och eviga teman, och de var mycket omtyckta under 1900-talet, i synnerhet av kvinnor och ungdomar. Under hela sitt liv led Teasdale av svag hälsa, och det var inte förrän vid nio års ålder hon bedömdes vara tillräckligt stark för att börja skolan – en privatskola endast några kvarter från hemmet. Hon tog examen vid Hosmer Hall 1903. Influenser för skrivandet var skådespelerskan Eleonora Duse som hon dock aldrig såg uppträda, Christina Rossetti, och flera resor till Europa.
1913 uppvaktades Teasdale av två män. Vachel Lindsay som var en berömd poet förälskade sig i henne och friade, men hon avböjde och gifte sig istället med Ernst Filsinger 1914. Följande år flyttade de till New York vilket blev hennes hemstad för resten av hennes liv. Hon fortsatte ha en platonisk men nära vänskap med Lindsay, och några dikter av honom som är kända i USA är skrivna till henne.
1918 tilldelades Teasdale Pulitzerpris för diktsamlingen Love Songs (1917). Pulitzerpriset i poesi började först delas ut 1922, Teasdales pris möjliggjordes genom ett särskilt stipendium från Poetry Society of America.
Teasdale var i mycket färgad av sin viktorianska uppfostran, och i verkliga livet upplevde hon inte den glöd som dikterna uttrycker. Äktenskapet blev olyckligt och hon skildes 1929 mot Filsingers vilja. En morgon den 29 januari 1933 tog hon en överdos sömntabletter hemma i sin lägenhet, lade sig i badkaret och somnade in.
Flera av Teasdales dikter har tonsatts. Dikten "Dusk in June" tonsattes av Amy Beach för kör 1917. Josefine Lindstrand släppte 2009 albumet "There will be stars" vars texter är dikter av Sara Teasdale.

## Svenska översättningar
- Dikter (översättning: Magnus Tigerschiöld) (Bonnier, 1938)